# Gerichtsbezirk Gloggnitz
Der Gerichtsbezirk Gloggnitz war ein Gerichtsbezirk in Niederösterreich und zuletzt einer von zweien im Bezirk Neunkirchen. Der übergeordnete Gerichtshof war das Landesgericht Wiener Neustadt.

## Gemeinden
(Einwohner: Stand 1. Jänner 2024)

### Städte
- Gloggnitz (5.828)

### Marktgemeinden
- Grafenbach-St. Valentin (2.337)
- Kirchberg am Wechsel (2.536)
- Payerbach (2.073)
- Reichenau an der Rax (2.566)
- Schottwien (662)
- Schwarzau im Gebirge (625)
- Wimpassing im Schwarzatale (1.612)

### Gemeinden
- Altendorf (362)
- Breitenstein (283)
- Buchbach (358)
- Bürg-Vöstenhof (160)
- Enzenreith (1.959)
- Feistritz am Wechsel (1.031)
- Otterthal (543)
- Prigglitz (432)
- Raach am Hochgebirge (326)
- St. Corona am Wechsel (383)
- Semmering (605)
- Trattenbach (519)

## Geschichte
Der Gerichtsbezirk Gloggnitz deckte territorial einen Teil des Bezirks Neunkirchen ab. Am 1. Juli 2002 wurde der Gerichtsbezirk Aspang aufgelassen und der Gerichtsbezirk Gloggnitz wurde um die Gemeinden Feistritz am Wechsel, Kirchberg am Wechsel und St. Corona am Wechsel erweitert. Gleichzeitig wurde die Gemeinde Aspangberg-St. Peter vom Gerichtsbezirk Gloggnitz abgetrennt und dem Gerichtsbezirk Neunkirchen zugewiesen.
Am 1. Jänner 2014 wurde der Gerichtsbezirk Gloggnitz aufgelöst und die Gemeinden wurden dem Gerichtsbezirk Neunkirchen zugewiesen.